# 2019 au Canada
Pour un article plus général, voir Chronologie du Canada.
Cet article traite des événements qui se sont produits durant l'année 2019 au Canada.

## Événements

### Janvier 2019
- 17 janvier : Yves-François Blanchet devient le nouveau chef du Bloc québécois[1].

### Février 2019
- 9 février : Tragique incendie à Halifax, les victimes sont une famille immigrante syrienne[2].
- 10 février : L'ancien président du conseil du trésor et député de Kings—Hants Scott Brison quitte la vie politique[3].

### Mars 2019
- 15 mars : Plus de 150 000 étudiants québécois comme à travers le monde participent à la grève étudiante pour le climat[4].

### Avril 2019
- 16 avril : Élections générales en Alberta: L'ancien politicien fédéral Jason Kenney devient premier ministre de la province[5].

- 23 avril : Élections générales à l'Île-du-Prince-Édouard: Le parti progressiste-conservateur remporte le pouvoir, également, le parti vert devient la première opposition officielle écologiste du pays[6]. Seulement 26 des 27 députés ont pu être élus à la suite de la mort d'un candidat dans la circonscription de Charlottetown-Hillsborough Park[7].

### Mai 2019
- 6 mai : Élection partielle dans la circonscription Nanaimo—Ladysmith, le parti vert du Canada élie le deuxième candidat de son histoire[8].
- 16 mai : Élections générales à Terre-Neuve-et-Labrador: Le premier ministre sortant Dwight Ball sollicite un second mandat[9].
- 28 mai (jusqu'au 2 juin) : Coupe des nations de saut d'obstacles à Langley

### Juin 2019
- 2 juin : Une tornade EF1 touche Ottawa, particulièrement le secteur d'Orléans[10].
- 21/22 juin : Un éboulement dans le fleuve Fraser empêche les saumons chinook de remonter vers leur lieu de reproduction[11]. Pêches et Océans Canada déploiera une équipe afin que les poissons puissent se rendre à leur destination le mois suivant[12],[13].
- 24 juin : Ouverture partielle du pont Samuel-De Champlain qui succède au pont Champlain[14].
- 26 juin : Bell Média annonce que la 30e cérémonie des iHeartRadio MMVAs est annulée en raison d'un conflit d'horaire avec les MTV Video Music Awards[15].

- 29 juin : Deux tornades causent d'importants dégâts et trois blessés en Saskatchewan, en particulier dans le parc national de Meadow Lake[16],[17].

### Juillet 2019
- 1er juillet : 
  - L'Île-du-Prince-Édouard devient la première province à interdire les sacs de plastique[18].
  - Ouverture complète du pont Samuel-De Champlain à Montréal[19].

- 11 juillet : Une tornade EF1 touche la municipalité de Saint-Roch-de-l'Achigan au Québec[20].
- 17 juillet : Des pluies diluviennes s'abattent sur Toronto laissant des routes inondées[21].
- 30 juillet : Une tornade EF1 touche la municipalité de Lac-aux-Sables (Québec)[22].

### Août 2019
- 14 août : Une fuite de gaz cause l'explosion de sept maisons à London[23].
- 19 août : Le député de Longueuil—Saint-Hubert, Pierre Nantel, se joint au parti vert[24] à la suite de son expulsion du Nouveau Parti démocratique[25].
- 21 août : Du mauvais temps s'abat à Mont-Laurier et les environs, Environnement Canada confirme qu'il s'agit d'une microrafale avant de conclure plus tard qu'il s'agissait d'une tornade EF1[26].
- 28 août (jusqu'au 1er septembre): Championnats du monde de VTT au Mont Sainte-Anne à Beaupré
- 29 août : Les restes de la tempête tropicale Erin s'abattent sur les provinces maritimes déverssant jusqu'à 162 mm de pluie[27]. On rapporte également des inondations et des portions de route emporté à certains endroits[28].

### Septembre 2019
Le mois de septembre 2019 est le mois le plus chaud jamais enregistréAu Canada cela se traduit par des vagues de chaleur au sud et au nord. À Alert dans l'Arctique canadien, les températures ont atteint +4,9 °C, soit 15 °C au-dessus de la normale.
- 7-8 septembre : Passage des restes post-tropicaux de l'ouragan Dorian dans les provinces maritimes et l'est du Québec provoquant des pannes de courant et des dégâts matériels[30],[31].
- 10 septembre : Élections générales au Manitoba[32]: Le premier ministre sortant Brian Pallister sollicite un second mandat[33].

- 12 septembre : Un haut responsable de la gendarmerie royale du Canada est arrêté pour vols de documents mettant en danger la sécurité nationale[34].
- 19 septembre : Le magazine américain Time publie des photos du début du XXIe siècle de Justin Trudeau en blackface[35].
- 27 septembre : Grève étudiante pour le climat à travers le pays. Plus 800 000 personnes[36] ont manifesté dans de nombreuses villes dont Montréal où la militante suédoise Greta Thunberg a participé à la manifestation[37].

### Octobre 2019
- 9 octobre : le Prix Nobel de physique est remis à l'astronome canado-américain James Peebles pour avoir prédis l'existence du fond diffus cosmologique et avoir été le premier à comprendre l'importance de la matière noire dans les grandes structures de l'Univers, ainsi qu'aux astronomes suisses Michel Mayor et Didier Queloz, pour avoir prouvé l'existence des exoplanètes en découvrant 51 Pegasi b en 1995.
- 11 octobre : Une tempête de neige s'abat sur le Manitoba et prive d'électricité 39 000 clients d'Hydro-Manitoba[38]. La province déclarera l'état d'urgence 2 jours plus tard[39].
- 21 octobre : élections fédérales
- 26 octobre : Classique héritage de la LNH au Stade Mosaic à Regina
- 30 octobre : Des municipalités de la province de Québec reportent l'Halloween au 1er novembre à cause du mauvais temps[40].

### Novembre 2019
- 1er novembre : Une tempête automnale balaie l'est du pays faisant des dégâts matériels et des pannes de courant dont 990 000 au Québec[41], 21 000 en Ontario[42] et plus 63 000 dans les provinces maritimes[43].

### Décembre 2019
- 7 au 15 décembre : Défi mondial junior A au EnCana Events Centre à Dawson Creek

## Faits marquants

### Affaire SNC-Lavalin
Le 7 février, le journal The Globe and Mail rapport que le premier ministre Justin Trudeau aurait exercé des pressions sur l'ancienne ministre de la justice Jody Wilson-Raybould de conclure un accord de poursuite suspendue pour la compagnie SNC-Lavalin. Trudeau nia toute accusation et dit avoir proposé l'accord de réparation, une pratique qui se fait à l'international comme aux États-Unis et le Royaume-Uni à la place d'une suspension pendant 10 ans de contrats fédéraux.
Le 12 février, Wilson-Raybould démissionne du cabinet. Quelques jours plus tard, elle fait face au comité parlementaire de la justice sur le sujet. 
En pleine foulé du scandale, les démissions se sont multipliées dans le caucus libéral:
- Gerald Butt, secrétaire principal du premier ministre, quitte ses fonctions le 18 février dans les meilleurs intérêts du parti[47].
- Jane Philpott, présidente du conseil du trésor, quitte ses fonctions le 5 mars pour soutenir Jody Wilson-Raybould[48].
- Celina Caesar-Chavannes, députée de Whitby, quitte le parti libéral le 20 mars pour siéger indépendante[49].

Justin Trudeau n'exclue finalement Jody Wilson-Raybould et Jane Philpott au mois d'avril et siègeront indépendante.
Pourtant, le commissaire aux conflits d’intérêts et à l’éthique affirme en août que le ministre a contrevenu à la loi sur l'éthique et l'accuse de l'avoir empêché de faire son travail.

### Chasse à l'homme
Vers la fin du mois de juillet, la GRC entame une chasse à l'homme et tient en alerte le pays entier pour retrouver Bryer Schmegelsky et Kam McLeod, deux hommes originaires de Port Alberni en Colombie-Britannique. 
Les deux hommes se rendaient dans le nord de la province afin de chercher du travail, témoigna le père de Schmegelsky. Mais dans l'ignorance, la GRC rapporte la découverte de trois corps le 15 et 19 juillet, deux à 20 kilomètres au sud de Liard Hot Springs et un près de Dease Lake, également, considère Schmegelsky et McLeod comme auteurs des meurtres.
Le 21 juillet, des personnes déclarent avoir vu les suspects à Meadow Lake en Saskatchewan, qui ont pris la fuite à bord d'un Toyota RAV4 en destination de Gillam au Manitoba. Leur voiture est retrouvé le lendemain incendié dans la réserve indienne de Fox Lake. 
Durant leur cavale dans le secteur de Gillam, les autorités déploient toutes les techniques afin de les retracer. Le 28 juillet, ils sont aperçus à York Landing, les recherches n'ont rien donné. Hors du périmètre de recherche, la police provinciale de l'Ontario déclare avoir eu 30 appels signalant leur possible présence en Ontario soit dans des localités au nord de la province,.
En août, la GRC effectue des recherches sur le fleuve Nelson où il retrouve une embarcation endommagée sur les berges. Quelques jours plus tard, les suspects sont retrouvés mort par suicide selon les conclusions des autorités.

### Autre
- Coupe du monde de marathon FINA de nage en eau libre aux lacs Saint-Jean et Mégantic
- Championnats du monde toutes épreuves de patinage de vitesse à Calgary

## Anniversaires en 2019
Le média radio célèbre son 100e anniversaire, Montréal ayant été la première ville au monde à posséder une vraie station de radio en 1919.

## Décès en 2019
Cette section contient les personnalités notables canadiennes mortes en 2019 et les personnalités notables non canadiennes mortes en 2019 au Canada.
- 11 février : Réal Giguère, animateur[59]
- 19 février : Nicole Martin, chanteuse [60]
- 9 mars : Harry Howell, joueur de hockey[61]
- 16 mars : Joe Fafard, sculpteur[62]
- 2 mai : Jean-François Viau, consultant et homme politique[63]
- 27 mai : Jocelyne Blouin, météorologue et présentatrice météo[64]
- 20 juin : Mark Warawa, homme politique[65]
- 26 juin : Georges Brossard, entomologiste et fondateur de l'Insectarium de Montréal[66]
- 2 août : 
  - Deepak Obhrai, homme politique[67]
  - Jocelyne Roy-Vienneau, lieutenante-gouverneure du Nouveau-Brunswick[68]
- 3 septembre : Pierre Nadeau, journaliste[69]
- 16 septembre : Vic Vogel, pianiste[70]
- 21 novembre : Andrée Lachapelle, actrice et comédienne[71]
- 10 décembre : Jean Pagé, animateur[72]
- 15 décembre : Monique Leyrac, chanteuse[73]
- 20 décembre : Antoine Desilets, photographe[74]